# Примоштен Бурњи
Примоштен Бурњи је насељено мјесто у Далмацији. Припада општини Примоштен, у Шибенско-книнској жупанији, Република Хрватска.

## Географија
Примоштен Бурњи се налази око 5 км сјевероисточно од Примоштена.

## Историја
Насеље се до територијалне реорганизације у Хрватској налазило у некадашњој великој општини Шибеник.

## Становништво
Према попису становништва из 2011. године, насеље Примоштен Бурњи је имало 739 становника.
| Демографија | Демографија | Демографија |
| Година      | Становника  | Становника  |
| ----------- | ----------- | ----------- |
| 1971.       | 1.005       |             |
| 1981.       | 812         |             |
| 1991.       | 688         |             |
| 2001.       | 728         |             |
| 2011.       |             | 739         |

## Попис1991.
На попису становништва 1991. године, насељено место Примоштен Бурњи је имало 688 становника, следећег националног састава:
| Попис 1991.‍  | Попис 1991.‍  | Попис 1991.‍ | Попис 1991.‍ | Попис 1991.‍ |
| ------------ | ------------ | ----------- | ----------- | ----------- |
|              |              |             |             |             |
| Хрвати       | Хрвати       |             | 673         | 97,81%      |
| Срби         | Срби         |             | 6           | 0,87%       |
| Словенци     | Словенци     |             | 1           | 0,14%       |
| остали       | остали       |             | 1           | 0,14%       |
| неопредељени | неопредељени |             | 4           | 0,58%       |
| непознато    | непознато    |             | 3           | 0,43%       |
| укупно: 688  |              |             |             |             |